# Avenue de Madrid

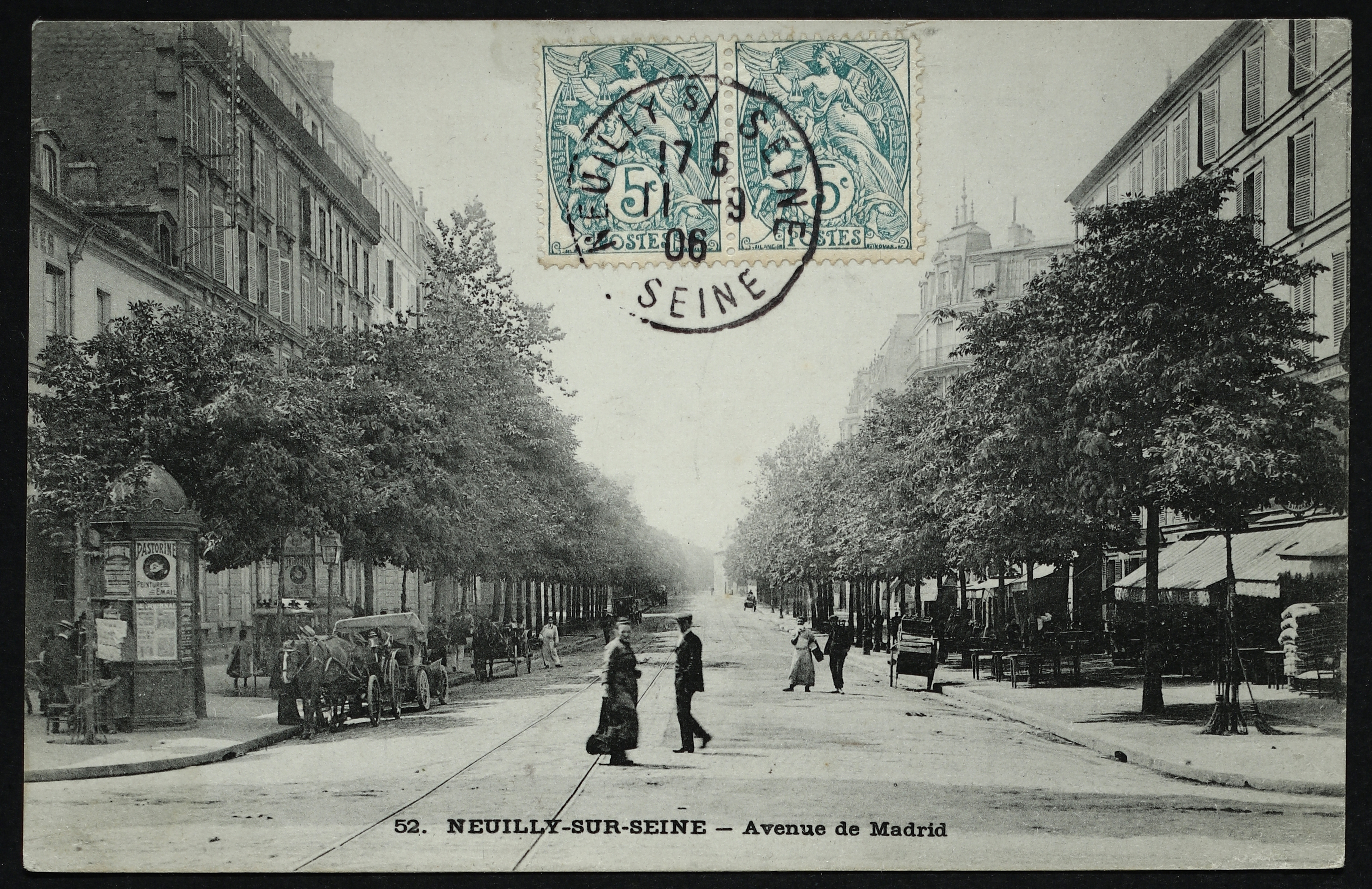
Avenue de Madrid em 1900.

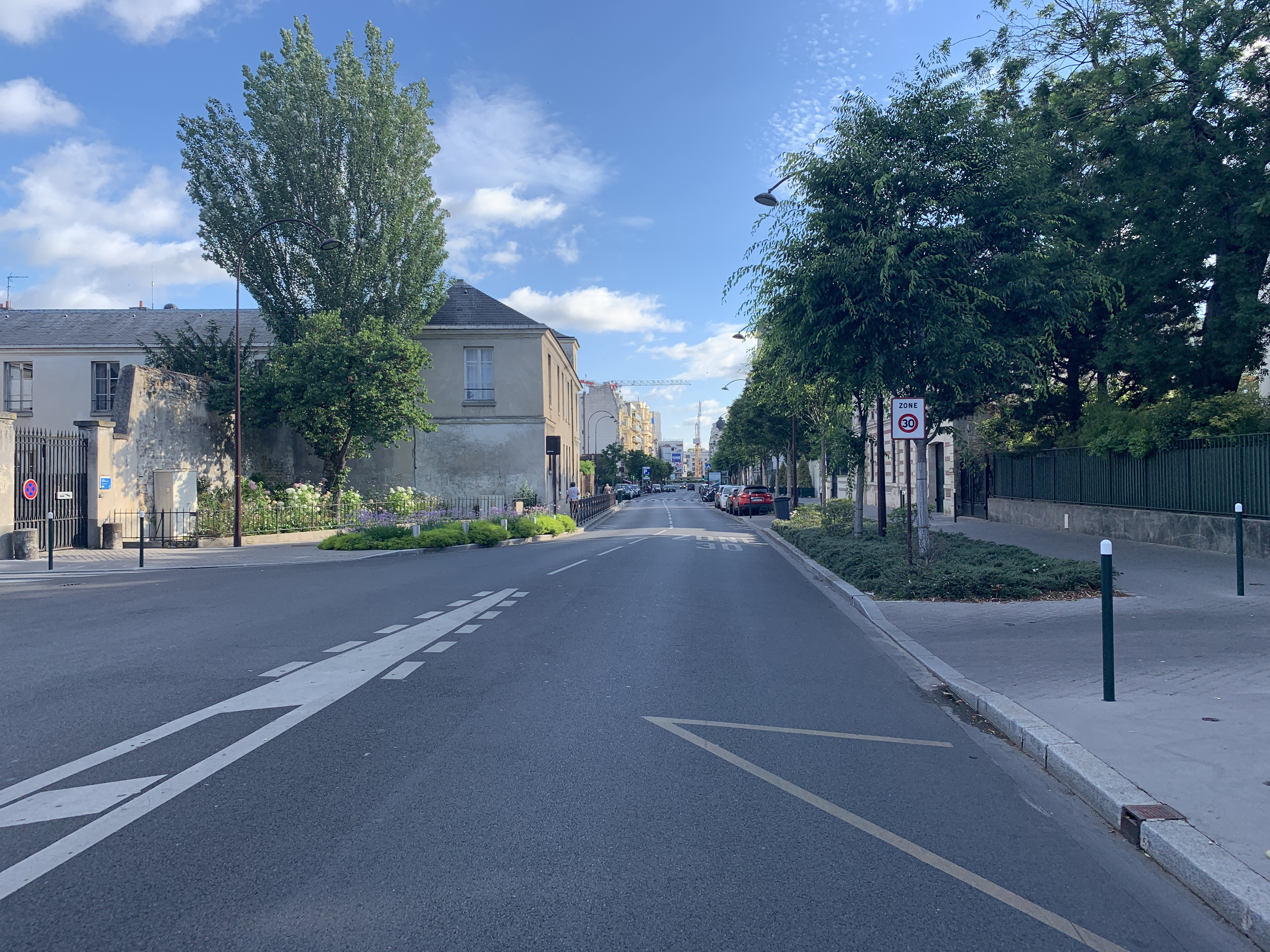
Avenue de Madrid em 2020.

Avenue de Madrid é uma via localizada no município de Neuilly-sur-Seine (departamento de Hauts-de-Seine)..

## História
O nome desta avenida é uma referência ao castelo de Madrid.
Em agosto de 1944, durante a luta pela Libertação de Paris, cerca de oitocentos prisioneiros alemães foram levados para lá, incluindo um bom número de oficiais.
A Avenue de Madrid é atendida pela linha 1 do Metrô de Paris através da estação Pont de Neuilly.